# Чакула (деревня)
Чакула — деревня в Ленском районе Архангельской области. Входит в состав Сойгинского сельского поселения.

## География
Находится в юго-восточной части Архангельской области на расстоянии приблизительно 100 км на юго-запад по прямой от административного центра района села Яренск, на правом берегу Вычегды.

## История
Здешняя Преображенская церковь известна с 1785 года, по другой информации относится к началу XVIII века. Однако при переписи 1859 года существовавшие, возможно, здесь дворы были отнесены, видимо, к деревне Селивановская (при этой деревне отмечены были тогда две церкви).

## Памятники
В селе находится охраняемый памятник истории и культуры Архангельской области — Преображенская церковь (начало XVIII века), использовалась как склад.

## Население
Численность населения: 14 человек (русские 100 %) в 2002 году, 1 в 2010.